# Michael Vartan
Michael S. Vartan (Boulogne-Billancourt, 27 novembre 1968) è un attore francese naturalizzato statunitense.

## Biografia

### Giovinezza
Vartan è nato a Boulogne-Billancourt, Hauts-de-Seine, Francia. È cresciuto in Francia e negli Stati Uniti. Michael è figlio di Eddie Vartan, nato in Bulgaria da genitori armeni e ungheresi, e di Doris Pucher, un'ebrea statunitense nata in Polonia; sua zia paterna è la cantante pop francese Sylvie Vartan.
I genitori di Vartan divorziarono quando aveva 5 anni e da allora si spostò in America con sua madre. Ritornò in Francia negli anni delle scuole superiori. A 16 anni, Vartan ritornò da sua madre a Los Angeles, con il sogno di diventare un artista; ritornò in America anche per evitare il servizio militare obbligatorio francese. A Los Angeles, frequentò una scuola di recitazione.

### Carriera
Dopo molti ruoli inferiori, Vartan ebbe numerose parti significative in film come Fiorile (1993), Mai stata baciata (1999), One Hour Photo (2002) e Quel mostro di suocera (2005). Successivamente ha completato il film horror australiano, Rogue, e ha lavorato al film Jolene.
La più importante parte avuta da Vartan è quella di Michael Vaughn nella serie televisiva statunitense Alias (2001-2006), come co-protagonista insieme con Jennifer Garner (Sydney Bristow), con la quale nasce anche una relazione da agosto 2003 a marzo 2004. Vartan appare anche in Friends (nel ruolo del Dr. Tim Burke, il figlio anch'esso oculista di Tom Selleck), in Ally McBeal (nel ruolo di Jonathan Basset), in Kitchen Confidential, insieme con il suo ex collega in Alias, Bradley Cooper, e in Hawthorne - Angeli in corsia, con Jada Pinkett Smith.

## Filmografia

### Cinema
- Un homme et deux femmes, regia di Valérie Stroh (1991)
- Promenades d'été, regia di René Féret (1992)
- Stringer - La paura corre sul filo (Stringer), regia di Michael DeLuise (1992)
- Fiorile, regia di Paolo e Vittorio Taviani (1993)
- A Wong Foo, grazie di tutto! Julie Newmar (To Wong Foo, Thanks for Everything! Julie Newmar), regia di Beeban Kidron (1995)
- Tre amici, un matrimonio e un funerale (The Pallbearer), regia di Matt Reeves (1996)
- I segreti del cuore (The Myth of Fingerprints), regia di Bart Freundlich (1997)
- Toccami (Touch Me), regia di H. Gordon Boos (1997)
- Omicidi di classe (Dead Man's Curve), regia di Dan Rosen (1998)
- Mai stata baciata (Never Been Kissed), regia di Raja Gosnell (1999)
- Imprevisti di nozze (It Had to Be You), regia di Steven Feder (2000)
- Sai che c'è di nuovo? (The Next Best Thing), regia di John Schlesinger (2000)
- Sand, regia di Matt Palmieri (2000)
- One Hour Photo, regia di Mark Romanek (2002)
- Quel mostro di suocera (Monster-in-Law), regia di Robert Luketic (2005)
- Rogue, regia di Greg McLean (2007)
- Jolene, regia di Dan Ireland (2008)
- High School, regia di John Stalberg Jr. (2010)
- Demoted, regia di J.B. Rogers (2011)
- Colombiana, regia di Olivier Megaton (2011)
- Nina, regia di Cynthia Mort (2016)
- Crawlspace, regia di Phil Claydon (2016)
- Small Town Crime, regia di Eshom Nelms e Ian Nelms (2017)

### Televisione
- Black Leather Jacket, regia di Nick Mead – film TV (1989)
- Spender – serie TV, episodio 3x03 (1993)
- Fallen Angels – serie TV, episodio 1x05 (1993)
- Friends – serie TV, episodio 4x08 (1997)
- Ally McBeal – serie TV, episodio 4x03-4x04 (2000)
- Le nebbie di Avalon (The Mists of Avalon ) – miniserie TV, episodi 1x01-1x02 (2001)
- Kitchen Confidential – serie TV, episodi 1x04 (2005)
- Alias – serie TV, 96 episodi (2001-2006)
- Big Shots – serie TV, 11 episodi (2007-2008)
- Hawthorne - Angeli in corsia (Hawthorne) – serie TV, 30 episodi (2009-2011)
- Go On – serie TV, episodio 1x04 (2012)
- Ring of Fire – miniserie TV, episodi 1x01-1x02 (2012)
- Bates Motel – serie TV, 6 episodi (2014)
- Satisfaction – serie TV, 4 episodi (2014)
- Rectify – serie TV, episodio 3x03 (2015)
- The Arrangement – serie TV, 20 episodi (2017-2018)
- God Friended Me – serie TV, episodio 1x07 (2018)

## Doppiatori italiani
Nelle versioni in italiano delle opere in cui ha recitato, Michael Vartan è stato doppiato da:
- Tony Sansone in Alias, One Hour Photo
- Fabio Boccanera in Tre amici, un matrimonio e un funerale
- Roberto Gammino in Friends
- Francesco Prando in Mai stata baciata
- Luca Sandri in Ally McBeal
- Vittorio Guerrieri in Sai che c'è di nuovo?
- Vittorio De Angelis in Quel mostro di suocera
- Giorgio Borghetti in Kitchen Confidential
- Gaetano Varcasia in Big Shots
- Angelo Maggi ne Le nebbie di Avalon
- Gianluca Tusco in Hawthorne - Angeli in corsia
- Francesco Pezzulli in Bates Motel
- Davide Lepore in God Friended Me